# Долін Борис Генріхович
Бори́с Ге́нріхович До́лін (2 серпня 1903, Суми, Російська імперія — 21 листопада 1976, Москва, Російська РФСР) — радянський режисер та сценарист, педагог, один з засновників жанру науково-популярного кіно. Народний артист РРФСР (1958). Лауреат двох Сталінських премій (1946, 1950).

## Біографія
У 1926 році закінчив кіношколу ім. Б. В. Чайковського. Працював оператором-постановником з відомим біологом та кінорежисером Володимиром Лебедєвим. З 1936 року — режисер кіностудии «Центрнаучфільм». З 1953 року — викладач ВДІКа (з 1966 — професор). З 1959 року очолював творче об'єднання дитячих та юнацьких науково-популярних фільмів кіностудії «Центрнаучфільм». Керував випуском кіножурналу «Хочу все знати».

## Фільмографія
| Рік       | Назва                             | Примітки                       |
| --------- | --------------------------------- | ------------------------------ |
| 1936      | Бактерії                          | Режисер                        |
| 1938      | В глибинах моря                   | Режисер, разом з О. М. Згуріді |
| 1940      | Наші невидимі друзі               | Режисер                        |
| 1941      | У світі прісноводних              | Режисер                        |
| 1944      | Закон великої любові              | Режисер, разом з О. М. Згуріді |
| 1947      | Звіриною тропою                   | Режисер                        |
| 1948      | Історія одного персня             | Режисер, сценарист             |
| 1950      | Таємниці природи                  | Режисер                        |
| 1950      | Людина йде по сліду               | Режисер                        |
| 1953      | Крилатий захист                   | Режисер, сценарист             |
| 1956      | Сірий розбійник                   | Режисер, сценарист             |
| 1957      | Новий атракціон                   | Режисер, сценарист             |
| 1957—1976 | Хочу все знати (кіножурнал)       | Художній керівник              |
| 1959      | Вірні серця                       | Режисер, сценарист             |
| 1962      | Дивовижне полювання               | Режисер, сценарист             |
| 1963      | Сліпий птах                       | Режисер, сценарист             |
| 1965      | Сніжок                            | Режисер                        |
| 1966      | Дивовижна історія, схожа на казку | Режисер, сценарист             |
| 1968      | Будинок Брема                     | Режисер, сценарист             |
| 1969      | Король гір та інші                | Режисер, сценарист             |
| 1972      | У пташиних кварталах              | Сценарист                      |
| 1973      | Полювання за мікробами            | Сценарист                      |
| 1976      | Пригоди Нуки                      | Сценарист                      |

## Нагороди та премії
- Народный артист РРФСР (1958)
- Сталинська премія другого ступеню (1946) — за фільм «Закон великої любові» (1945)
- Сталинська премія третього ступеню (1950) — за фільм «Історія одного персня» (9148)
- Ломоносовська премія (1968) — за випуски кіножурналу «Хочу все знати»
- Державна премія РРФСР імені братів Васильєвих (1972) — за фільми «Сліпа птиця» (1963), «Дивовижна історія, схожа на казку» (1966), «Будинок Брема» (1968), «Король гір та інші» (1970)
- орден Трудового Червоного Прапору

## Твори
- Охота з кіноапаратом, М., 1951
- Охота без вистрелу, М., 1969